# بفلوفيا كلسية
بفلوفيا كلسية (الاسم العلمي: Pavlova calceolata) هي نوع من الأسناخ صبغية يتبع جنس البفلوفيا من الفصيلة البفلوفية.